# Do domu (film 2019)
Do domu (ukr. Додому, tat. Evge) – ukraiński dramat filmowy z 2019 roku w reżyserii Narimana Alijewa.

## Opis fabuły
Film drogi. Najstarszy syn krymskiego Tatara Mustafy zginął na wojnie. Jego ojciec musi przewieźć jego ciało na Krym, okupowany przez wojska rosyjskie. Długą podróż odbywa wraz ze swoim młodszym synem Alim. Mustafa próbuje go zrozumieć, ale zarazem przyznaje się do błędów, jakie popełnił w jego wychowaniu. W czasie podróży młody człowiek zaczyna też rozumieć zachowanie swojego ojca.
Film realizowano w okolicach Chersonia. Polska premiera filmu odbyła się 27 października 2019, na Festiwalu Filmowym Ukraina.

## Obsada aktorska
- Achtem Seitabłajew jako Mustafa
- Wiktor Żdanow jako Wasia
- Remzi Biljałow jako Ali
- Darija Barihaszwili jako Olesia
- Weronika Łukanenko jako Masza
- Akmal Gurezow jako Refat
- Larysa Jacenko jako Galina
- Anatolij Merempolski jako Nazim
- Oleg Moskalenko jako Tarasow

## Nagrody i wyróżnienia
- 2019: Międzynarodowy Festiwal Filmowy w Bukareszcie
  - nagroda dla najlepszego filmu
- 2019: Międzynarodowy Festiwal Filmowy w Hajfie
  - nagroda za najlepszy debiut filmowy
- 2019: Międzynarodowy Festiwal Filmowy w Odessie
  - nagroda Grand Prix
- 2020: Nagrody Ukraińskiej Akademii Filmowej
  - dwie nagrody Złotego Dżiga (za reżyserię i dla najlepszego aktora)
- 2020: Nagrody Ukraińskich Krytyków Filmowych Kinokolo
  - trzy nagrody (dla filmu, reżysera i aktora)

W roku 2019 film został zgłoszony jako ukraiński kandydat do nagrody Amerykańskiej Akademii Sztuki i Wiedzy Filmowej w kategorii filmu nieanglojęzycznego, ale nie uzyskał nominacji..